# Brailly-Cornehotte
Brailly-Cornehotte est une commune française située dans le département de la Somme en région Hauts-de-France.
Depuis juillet 2020, la commune fait partie du parc naturel régional Baie de Somme - Picardie maritime.

## Géographie

### Localisation
Brailly-Cornehotte est un village picard du Ponthieu.
À vol d'oiseau, la localité est située à 7 km au sud-est de Crécy-en-Ponthieu, 15 km au nord-est d'Abbeville, 18 km au sud d'Hesdin-la-Forêt et à 43 km au nord-ouest d'Amiens.
Le territoire de la commune est limitrophe de ceux de huit communes.
Les communes limitrophes sont  Domvast, Estrées-lès-Crécy, Fontaine-sur-Maye, Froyelles, Gapennes, Gueschart, Le Boisle et Noyelles-en-Chaussée.

### Hydrographie
La commune est située dans le bassin Artois-Picardie. Elle n'est drainée par aucun cours d'eau.

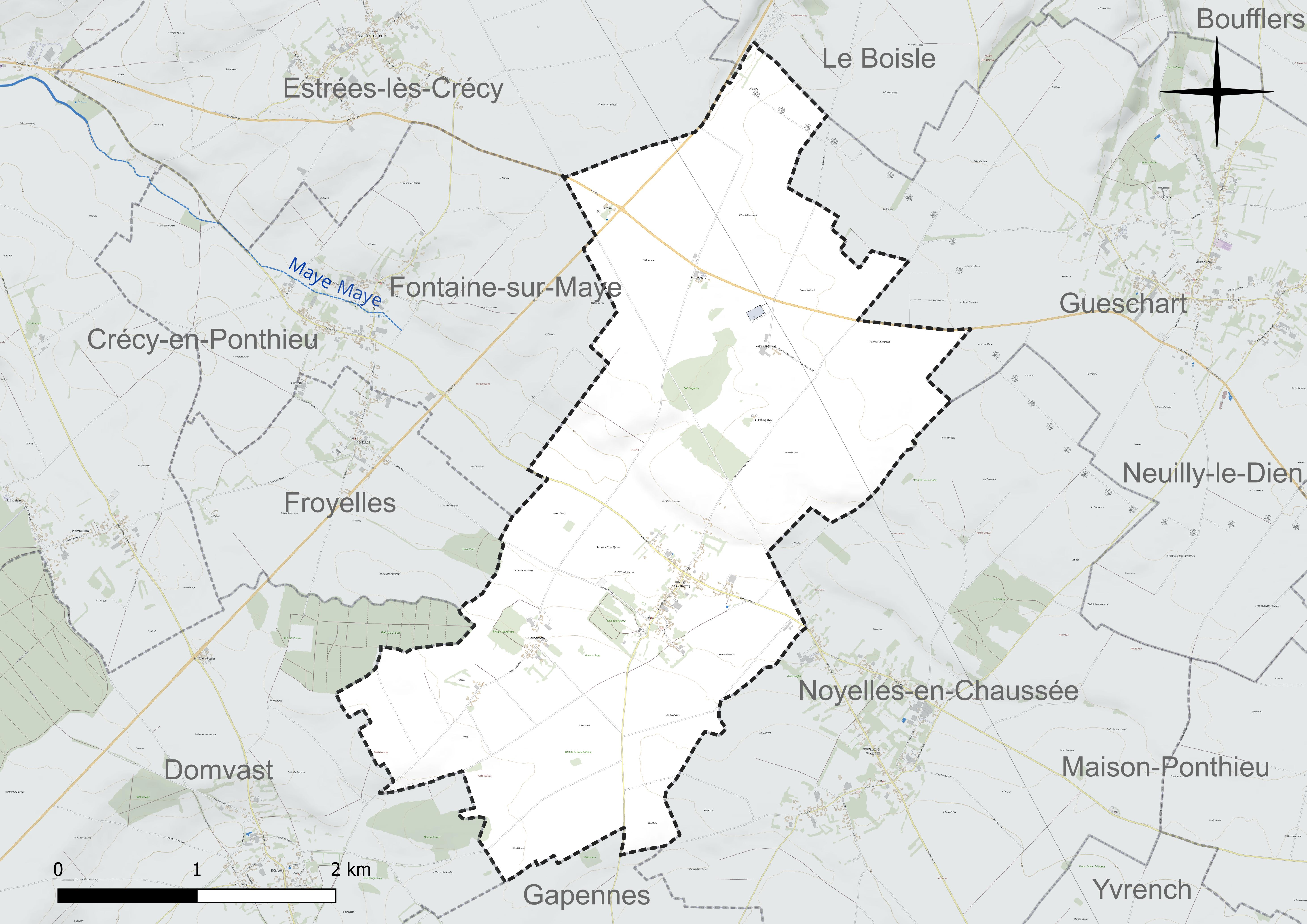
Réseau hydrographique de Brailly-Cornehotte.

### Climat
Pour des articles plus généraux, voir Climat des Hauts-de-France et Climat de la Somme.
En 2010, le climat de la commune est de type climat océanique altéré, selon une étude du CNRS s'appuyant sur une série de données couvrant la période 1971-2000. En 2020, Météo-France publie une typologie des climats de la France métropolitaine dans laquelle la commune est exposée à un climat océanique et est dans la région climatique Côtes de la Manche orientale, caractérisée par un faible ensoleillement (1 550 h/an) ; forte humidité de l'air (plus de 20 h/jour avec humidité relative > 80 % en hiver), vents forts fréquents.
Pour la période 1971-2000, la température annuelle moyenne est de 10,4 °C, avec une amplitude thermique annuelle de 13,4 °C. Le cumul annuel moyen de précipitations est de 837 mm, avec 12,6 jours de précipitations en janvier et 8,6 jours en juillet. Pour la période 1991-2020, la température moyenne annuelle observée sur la station météorologique la plus proche, située sur la commune d'Abbeville à 15 km à vol d'oiseau, est de 11,0 °C et le cumul annuel moyen de précipitations est de 806,2 mm,. Pour l'avenir, les paramètres climatiques de la commune estimés pour 2050 selon différents scénarios d'émission de gaz à effet de serre sont consultables sur un site dédié publié par Météo-France en novembre 2022.

## Urbanisme

### Voies de communication et transports
En 2019, la localité est desservie par les lignes de bus du réseau Trans'80 (axe Boufflers - Abbeville), chaque jour de la semaine, sauf le dimanche.
La localité est desservie par les ex-RN 28 et RN 338 (actuelles RD 928 et 938), ainsi que par la RD 108, une chaussée Brunehaut qui relie Ponches-Estruval à Surcamps.

### Typologie
Au 1er janvier 2024, Brailly-Cornehotte est catégorisée commune rurale à habitat dispersé, selon la nouvelle grille communale de densité à sept niveaux définie par l'Insee en 2022.
Elle est située hors unité urbaine. Par ailleurs la commune fait partie de l'aire d'attraction d'Abbeville, dont elle est une commune de la couronne,. Cette aire, qui regroupe 73 communes, est catégorisée dans les aires de 50 000 à moins de 200 000 habitants,.

### Occupation des sols
L'occupation des sols de la commune, telle qu'elle ressort de la base de données européenne d'occupation biophysique des sols Corine Land Cover (CLC), est marquée par l'importance des territoires agricoles (95,2 % en 2018), une proportion identique à celle de 1990 (95,2 %). La répartition détaillée en 2018 est la suivante : 
terres arables (89,4 %), prairies (5,8 %), forêts (2,5 %), zones urbanisées (2,2 %), milieux à végétation arbustive et/ou herbacée (0,1 %). L'évolution de l'occupation des sols de la commune et de ses infrastructures peut être observée sur les différentes représentations cartographiques du territoire : la carte de Cassini (XVIIIe siècle), la carte d'état-major (1820-1866) et les cartes ou photos aériennes de l'IGN pour la période actuelle (1950 à aujourd'hui).

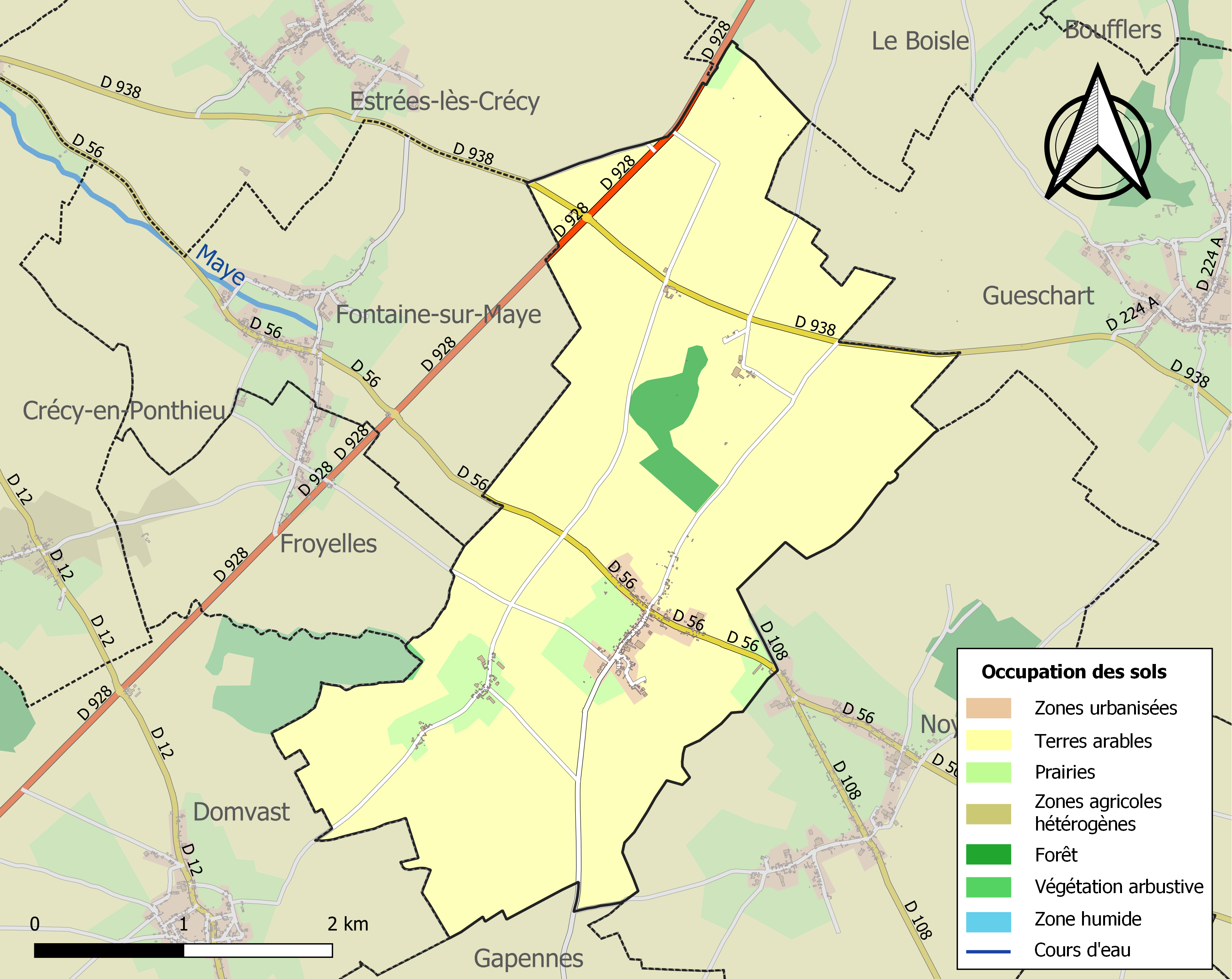
Carte des infrastructures et de l'occupation des sols de la commune en 2018 (CLC).

### Lieux-dits, hameaux et écarts
La commune compte une ferme isolée au nord de son territoire, la ferme du Grand Belinval, probablement une ancienne ferme d'abbaye.

## Toponymie
Brailly est attesté sous les formes Brasli en 1166 ; Brasly en 1301 ; Brailly en 1330 ; Brally en 1337 ; Brailly-le-Cauchie en 1567 ; Bressy en 1638 ; Breilli en 1707 ; Brailli en 1733 ; Brailly-Cornehotte en 1757 ; Brailly-Cornechotte en 1764 ; Brailly-en-Chaussée en 1781,.

On pensera au gaulois bracu (« lieu boueux »), à l'origine du toponyme Bray.
Cornehotte est attesté sous les formes Cornehotte en 1165 ; Cornehote en 1202 ; Cournehotte en 1781,.

## Histoire
- En 1506, Jean Le Roy, mayeur du Crotoy, est seigneur de Cornehotte[21].
- Les coutumes communales sont rédigées en 1507.

La commune de Brailly, instituée par la Révolution française, absorbe entre 1790-1794, Bezancourt et  Cornehotte et prend le nom de Brailly-Cornehotte.
- Seconde République : En 1849, comme dans toutes les communes de France, la population masculine majeure peut, pour la première fois depuis la Révolution française, aller voter grâce à l'instauration du suffrage universel. Voici la répartition (en nombre) de quelques-uns des patronymes des 150 électeurs[23] (saisie non exhaustive) :

| Cormont | Dacquet | Darsin | Duvauchelle | Flet | Glachant | Guilbaut | Hequet | Herbette | Journé | Porquet | Venier |
| 8       | 5       | 6      | 6           | 7    | 11       | 6        | 2      | 6        | 7      | 10      | 8      |

Le droit de vote des femmes n'a été reconnu en France qu'en 1945 et l'âge de la majorité civile a été abaissée à 18 ans en 1974.

## Politique et administration

### Rattachements administratifs et électoraux
Rattachements administratifs
La commune se trouve  dans l'arrondissement d'Abbeville du département de la Somme.
Elle faisait partie depuis 1801 du canton de Crécy-en-Ponthieu. Dans le cadre du redécoupage cantonal de 2014 en France, cette circonscription administrative territoriale a disparu, et le canton n'est plus qu'une circonscription électorale.
Rattachements électoraux
Pour les élections départementales, la commune fait partie depuis 2014 du canton de Rue
Pour l'élection des députés, elle fait partie de la troisième circonscription de la Somme.

### Intercommunalité
Brailly-Cornehotte était membre de la communauté de communes Authie-Maye, un établissement public de coopération intercommunale (EPCI) à fiscalité propre créé fin 2007 et auquel la commune avait transféré un certain nombre de ses compétences, dans les conditions déterminées par le code général des collectivités territoriales.
Dans le cadre des dispositions de la loi portant nouvelle organisation territoriale de la République du 7 août 2015, qui prévoit que les établissements publics de coopération intercommunale (EPCI) à fiscalité propre doivent avoir un minimum de 15 000 habitants, cette intercommunalité a fusionné avec la communauté de communes Ponthieu-Marquenterre, dont est désormais membre la commune.

### Liste des maires
| Période  | Période                      | Identité      | Étiquette | Qualité |
| -------- | ---------------------------- | ------------- | --------- | ------- |
|          |                              | Henri Hecquet |           |         |
|          | 1995                         | Paul Hecquet  |           |         |
| 1995     | 2014                         | Joël Debacker |           |         |
| 2014     | mai 2020                     | Thérèse Dalle |           |         |
| mai 2020 | En cours (au 8 octobre 2020) | Xavier Bordet |           |         |

## Population et société

### Démographie
L'évolution du nombre d'habitants est connue à travers les recensements de la population effectués dans la commune depuis 1793. Pour les communes de moins de 10 000 habitants, une enquête de recensement portant sur toute la population est réalisée tous les cinq ans, les populations de référence des années intermédiaires étant quant à elles estimées par interpolation ou extrapolation. Pour la commune, le premier recensement exhaustif entrant dans le cadre du nouveau dispositif a été réalisé en 2006.

En 2022, la commune comptait 214 habitants, en évolution de −11,93 % par rapport à 2016 (Somme : −1,26 %, France hors Mayotte : +2,11 %).
| 1793 | 1800 | 1806 | 1821 | 1831 | 1836 | 1841 | 1846 | 1851 |
| ---- | ---- | ---- | ---- | ---- | ---- | ---- | ---- | ---- |
| 488  | 478  | 544  | 497  | 542  | 514  | 518  | 485  | 470  |

| 1856 | 1861 | 1866 | 1872 | 1876 | 1881 | 1886 | 1891 | 1896 |
| ---- | ---- | ---- | ---- | ---- | ---- | ---- | ---- | ---- |
| 447  | 465  | 496  | 466  | 450  | 415  | 413  | 402  | 376  |

| 1901 | 1906 | 1911 | 1921 | 1926 | 1931 | 1936 | 1946 | 1954 |
| ---- | ---- | ---- | ---- | ---- | ---- | ---- | ---- | ---- |
| 382  | 354  | 326  | 295  | 291  | 293  | 299  | 295  | 306  |

| 1962 | 1968 | 1975 | 1982 | 1990 | 1999 | 2006 | 2011 | 2016 |
| ---- | ---- | ---- | ---- | ---- | ---- | ---- | ---- | ---- |
| 319  | 324  | 281  | 255  | 233  | 240  | 240  | 242  | 243  |

| 2021 | 2022 | - | - | - | - | - | - | - |
| ---- | ---- | - | - | - | - | - | - | - |
| 222  | 214  | - | - | - | - | - | - | - |

### Enseignement

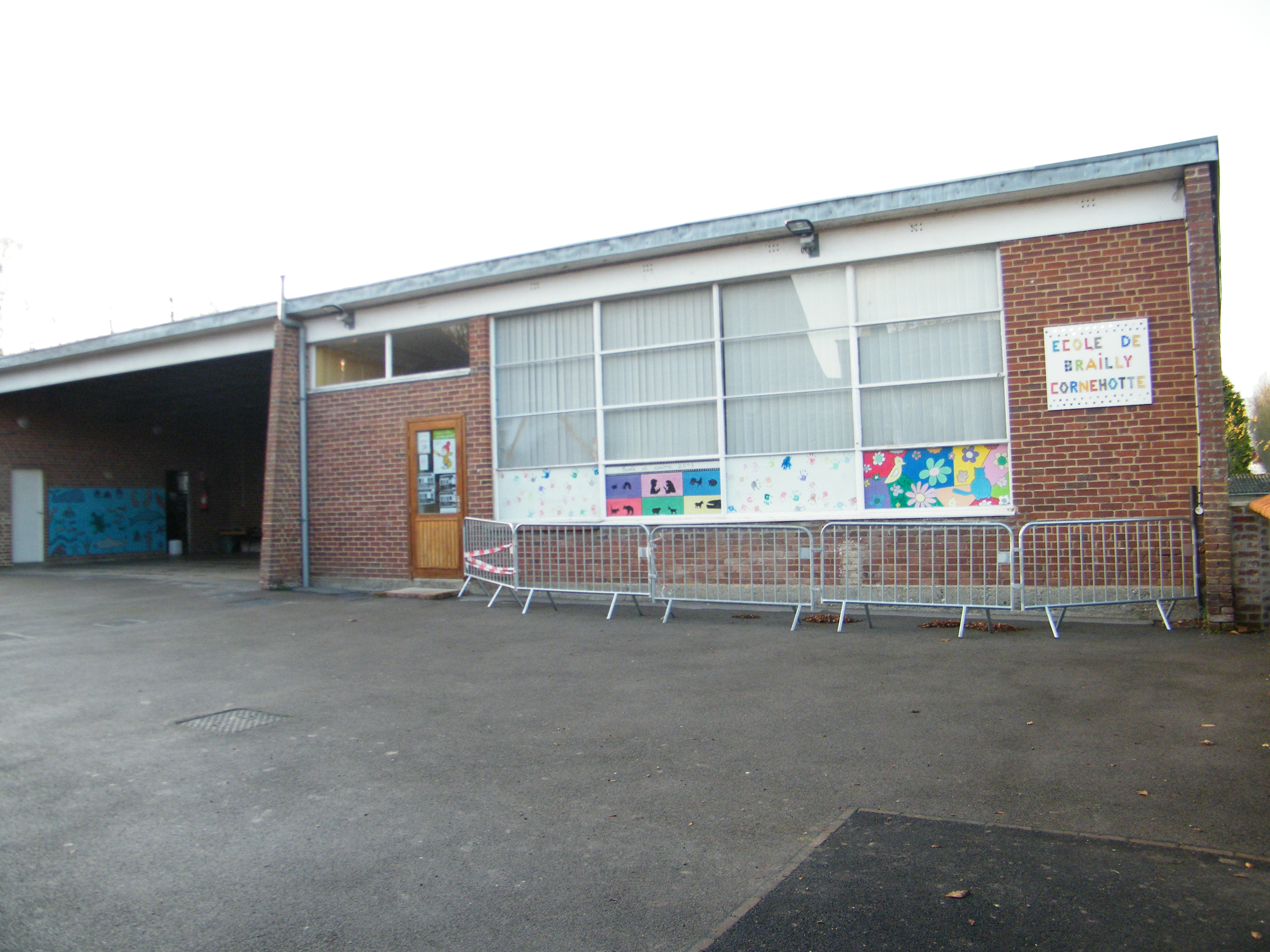
L'ancienne école.

À la rentrée scolaire de 2017, l'école compte 22 élèves. Elle est située dans l'académie d'Amiens, en zone B pour les vacances scolaires.
En septembre 2019, l'école est fermée. Les élèves relèvent du regroupement pédagogique concentré à Gueschart.

### Autres équipements

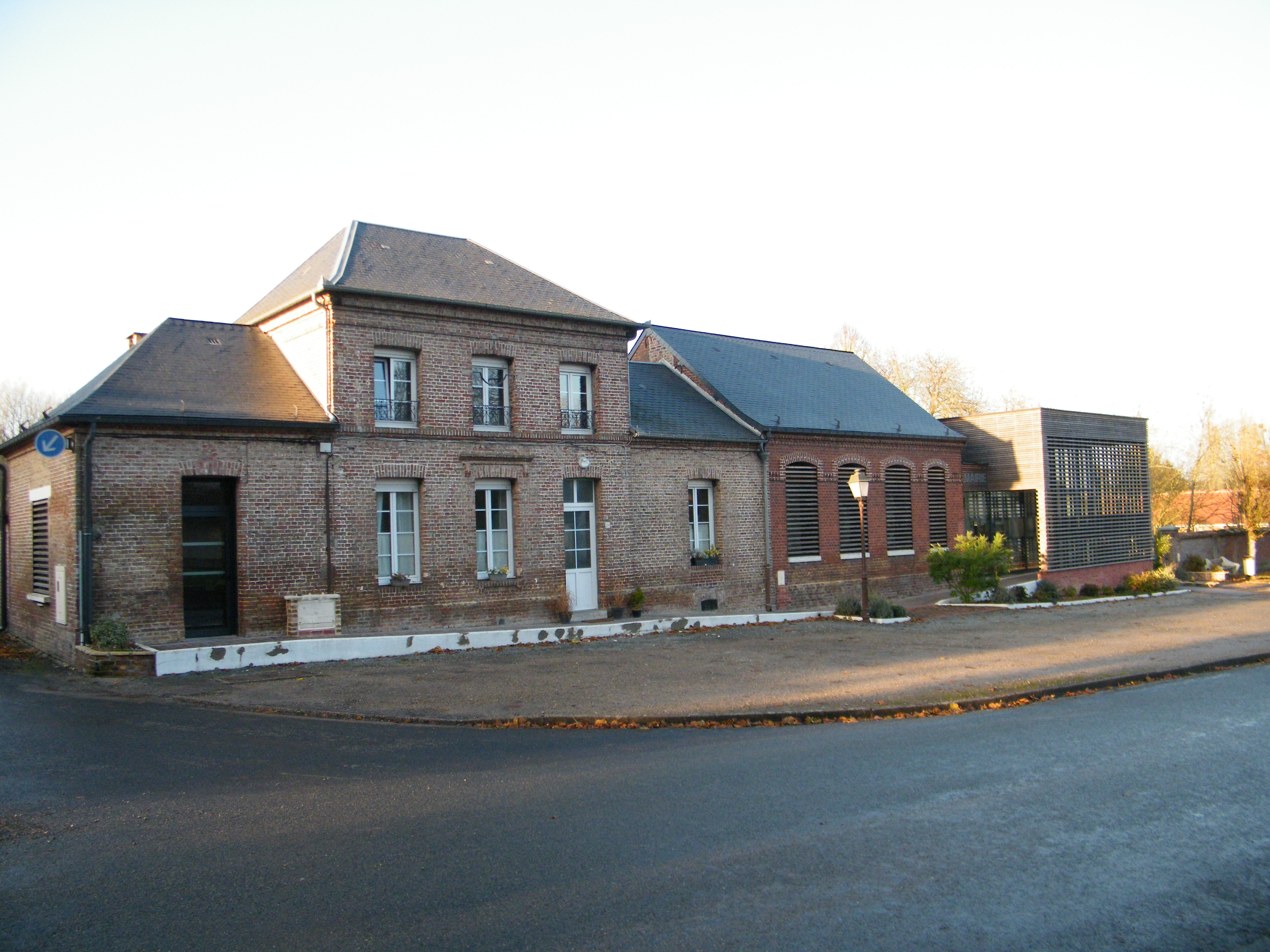
La mairie et l'ancienne salle communale.
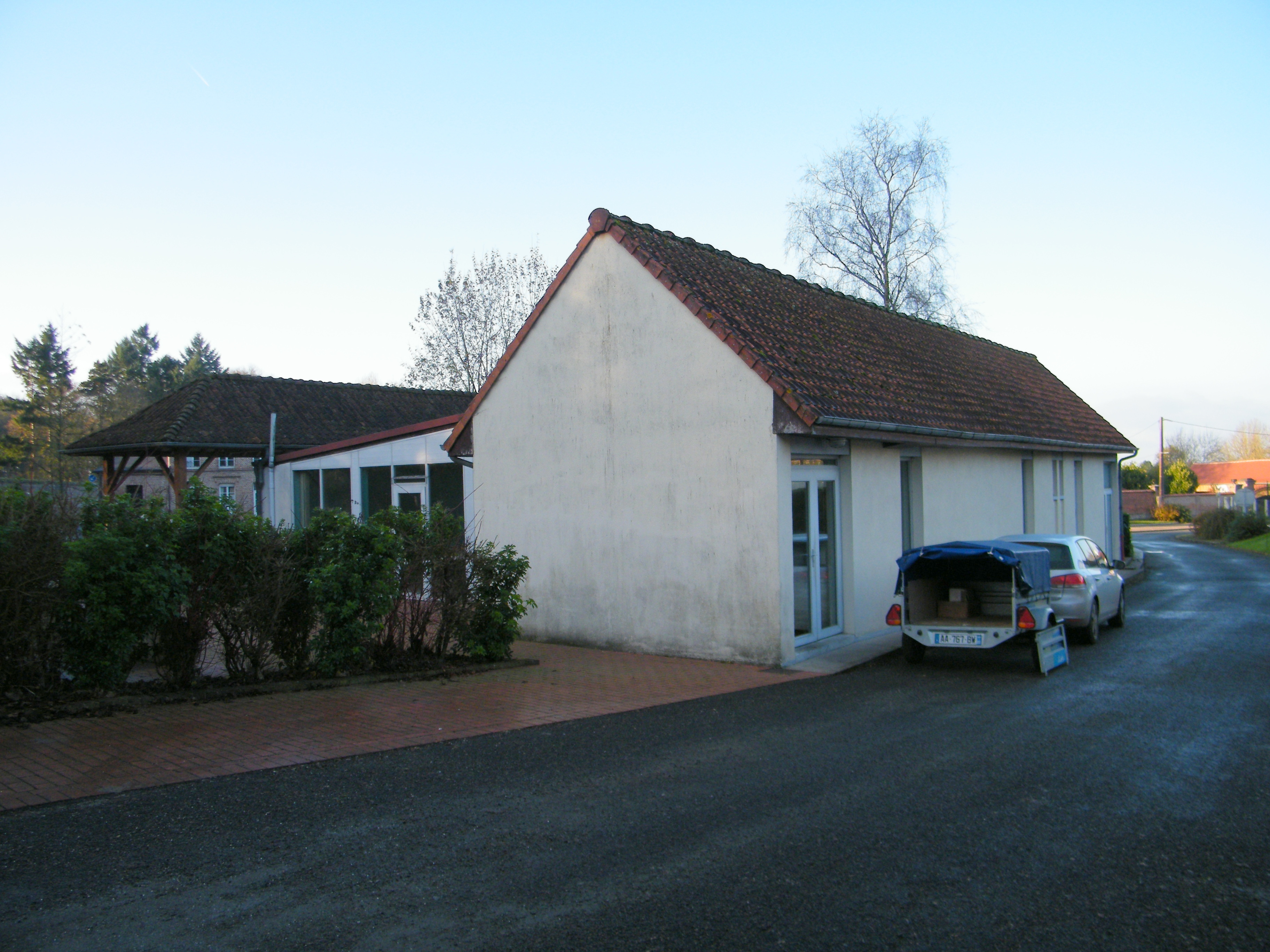
La nouvelle salle communale.

## Culture locale et patrimoine

### Lieux et monuments
- Château de Brailly-Cornehotte, conçu par Ange-Antoine Gabriel[17].
- Église Saint-Martin, entièrement construite en brique.
- Salle des fêtes communale. Elle a été inaugurée le 20 juillet 1986 en présence de Max Lejeune[32].

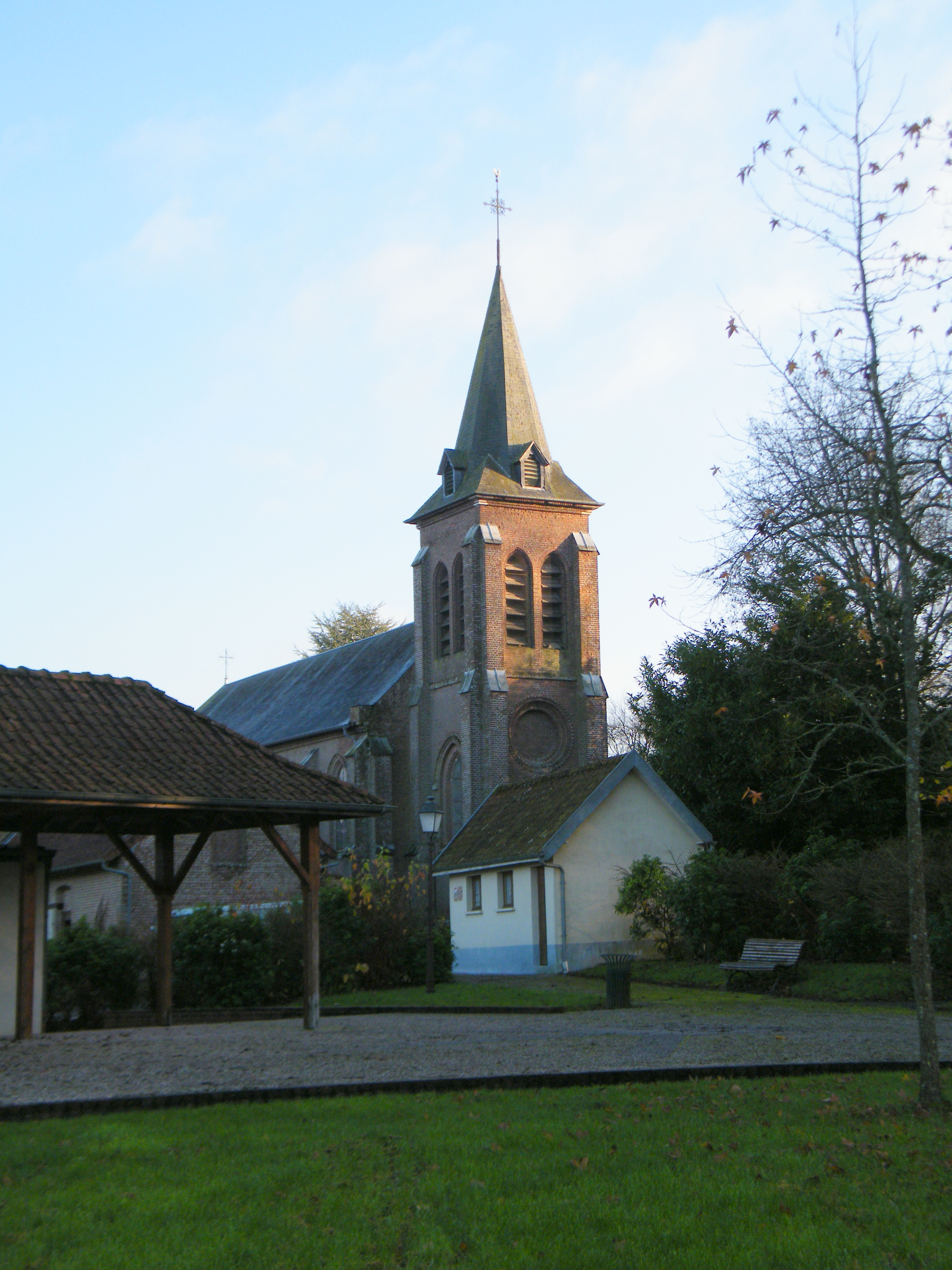
Église Saint-Martin.
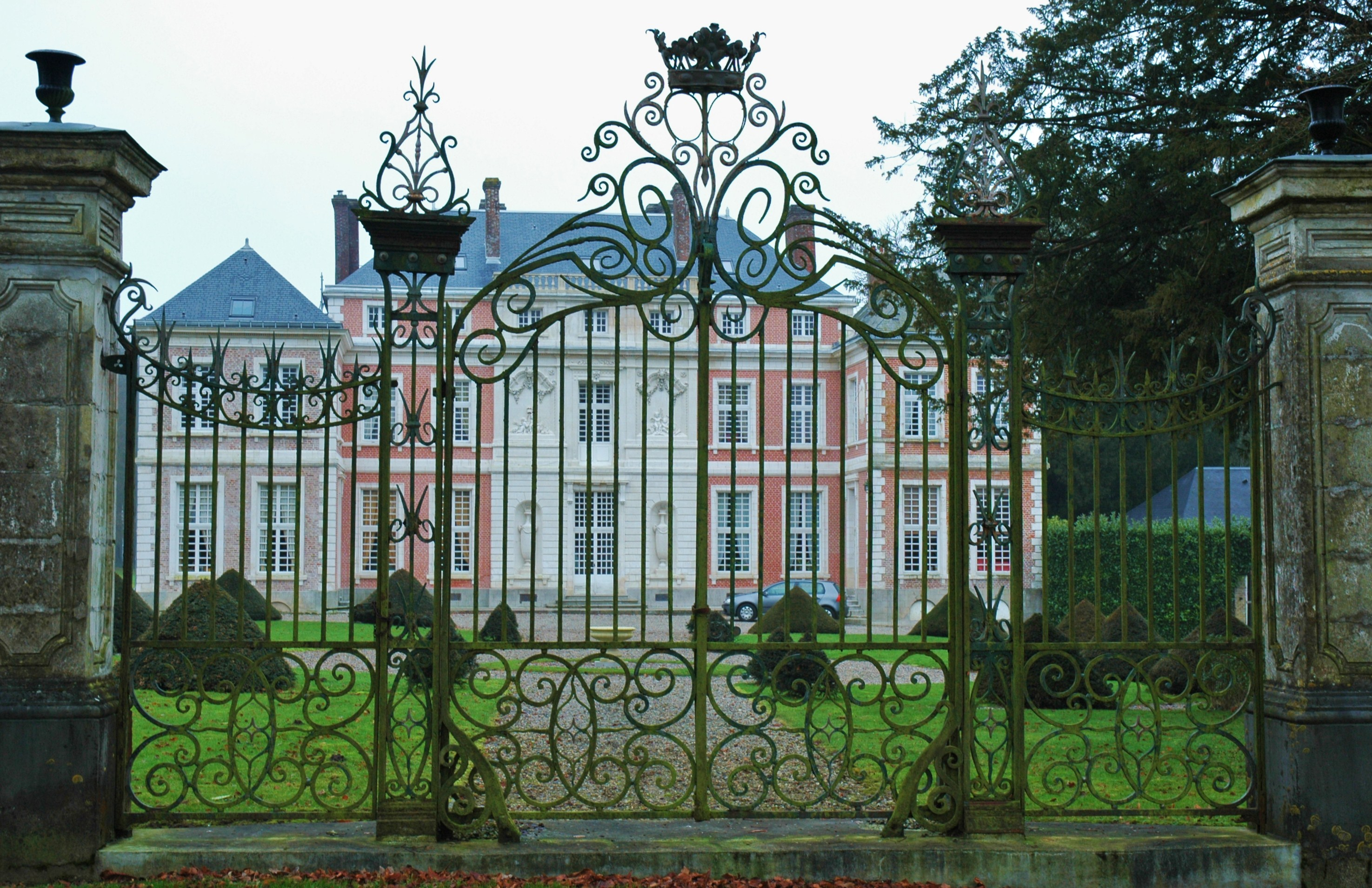
Le château (façade avant)
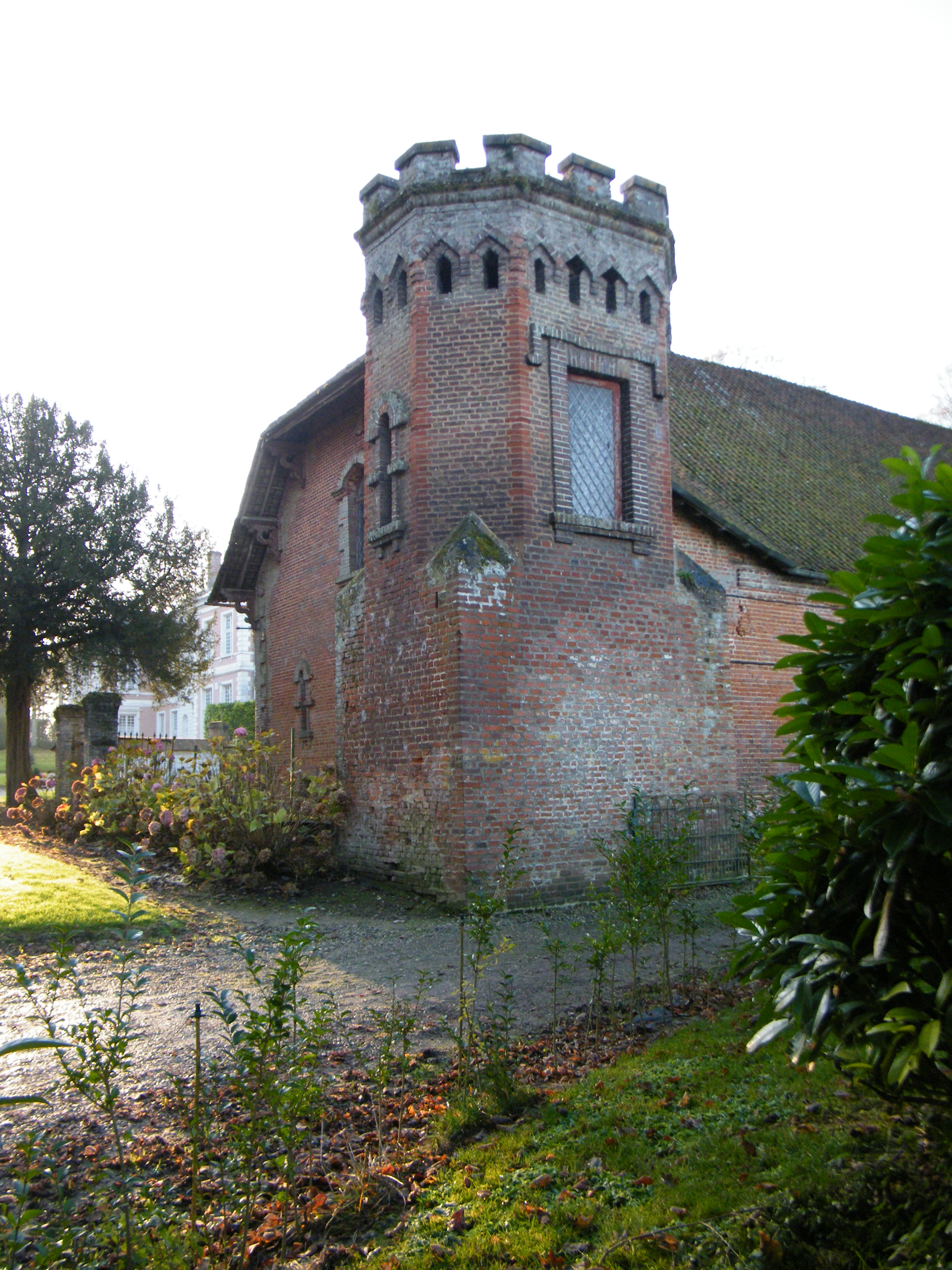
Dépendance du château, entrée latérale
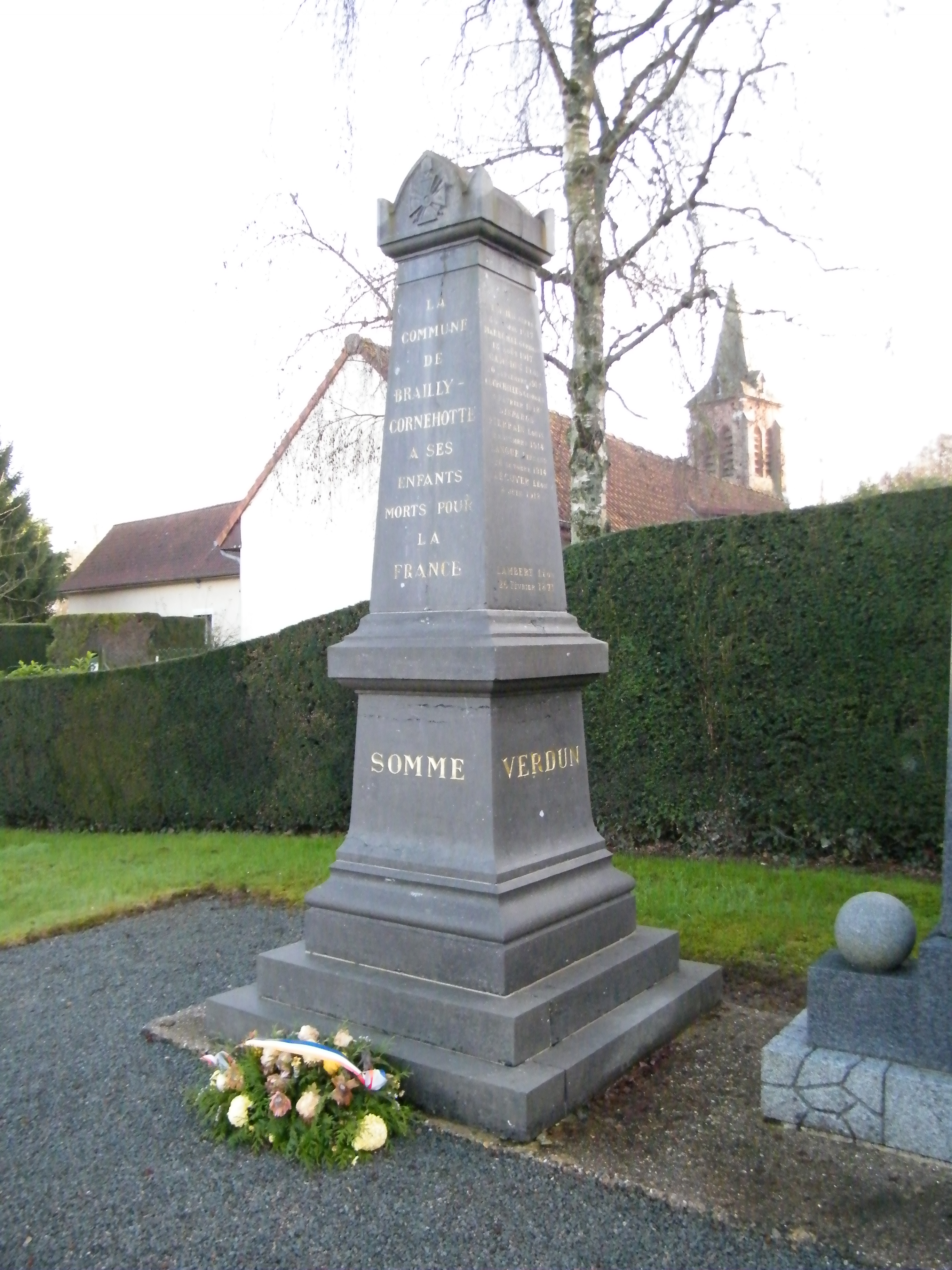
Monument au morts 1914-1918.
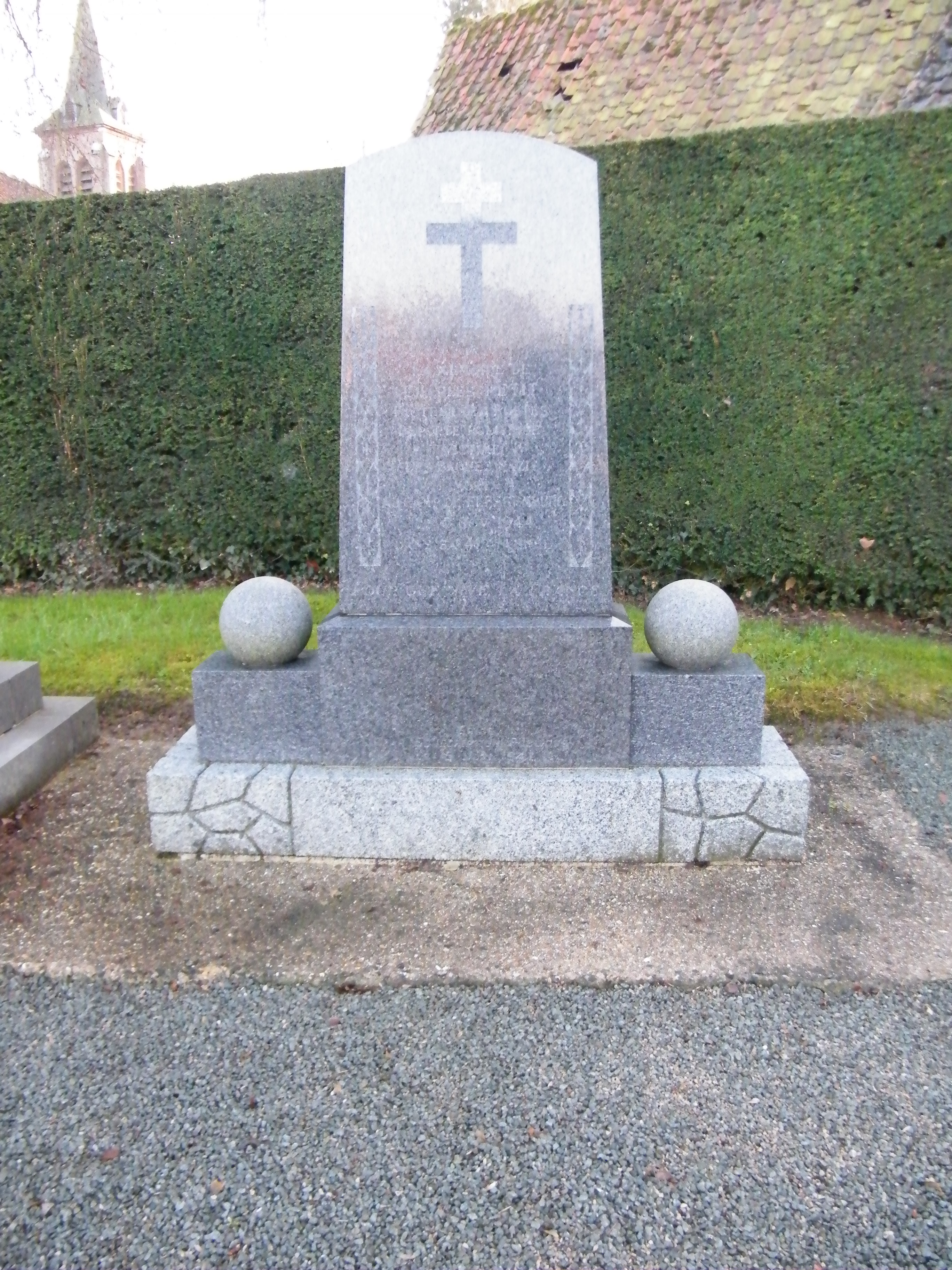
Monument aux morts 1939-1945.
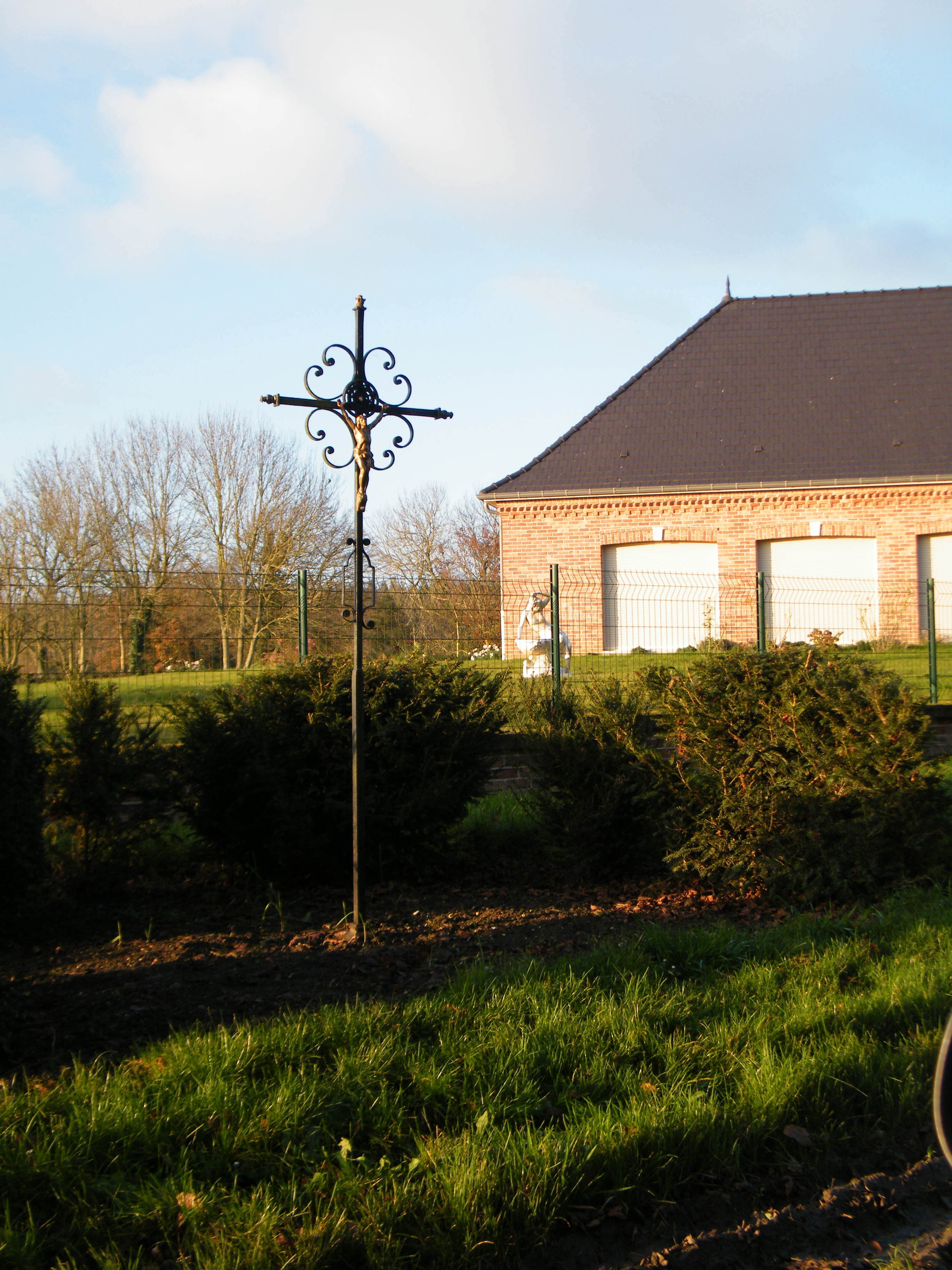
Croix de mission à Cornehotte.

### Héraldique
| Blason de Brailly-Cornehotte | Blason  | De gueules à la licorne saillante, ailée d'argent, accornée et onglée d'or, accompagnée en pointe d'un écusson d'argent à la croix pattée et alésée de gueules.                                                                |
| Blason de Brailly-Cornehotte | Détails | Au hameau de Bellinval, une commanderie templière était installée, l'écusson en pointe en rappelle la mémoire. Armes adoptées le 14 avril 2011, sur une sollicitation du maire, ce sont des armes parlantes : « corne haute ». |

### Brailly-Cornehotte dans les arts
Le 21 août 2014, la « Cabane Bambou, restaurant-café » sur la RD 928, a servi de lieu de tournage pour quelques scènes de Road Games, un long métrage franco-britannique réalisé par Abner Pastoll et produit par Guillaume Benski, côté français.

### Personnalités liées à la commune
- Maryse Devaux, auteur de Petits poèmes, éd. La Pensée Universelle, 1982. Petit recueil de poésie bucolique et désenchantée, mélange de pragmatisme et d'hymne à la nature.